# Biatorbágyi Innovatív Technikum és Gimnázium
A Biatorbágyi Innovatív Technikum és Gimnázium oktatási intézmény Biatorbágyon. Fenntartója az Ökumenikus Segélyszervezet.

## Az iskola története
Az iskolát 2021. szeptember 21-én alapították, októberben pedig el is kezdődött az intézmény épületének és infrastruktúrájának kiépítése. A 18 osztályteremmel, 16 csoportteremmel, 9 szaktanteremmel és sportkomplexummal létrejött iskolaépületet Lázár János építési és közlekedési miniszter adta át 2023. augusztus 29-én.
Az első osztályok 2022 szeptemberében indultak el, ez idő alatt a bicskei Vajda János Technikum épületében tartották meg az órákat. Az első félévet követően a BIT Biatorbágyra költözött át, az új épületbe.

## Az iskola épülete

### A BIT számokban
- 18 osztályterem
- 16 csoportterem
- 9 szaktanterem
- 1000 fős rendezvényhelyszín
- 200 fős konferenciaterem
- 1 sportudvar, itt lehetőség van az alábbiakra:
  - kézilabda
  - röplabda
  - teqball
  - ping pong
  - fitnesz
  - tollaslabda
  - floorball
- 90 m2-es edzőterem
- 1000 m2-es sportcsarnok
- 150 kW-os napelempark

## Képzési szerkezet
Összesen 5 képzést kínál a BIT, az első két osztály (pénzügy-számvitel technikumi és egy gimnáziumi osztály) 2022. szeptemberében indult el.
- Hagyományos, négyéves gimnázium
- Nyelvi előkészítő évvel bővített magyar-angol két tanítási nyelvű gimnázium
- Informatika szakirány
- Pénzügy-számvitel szakirány
- Logisztika szakirány